# ستيرول 27 هيدروكسيلاز
ستيرول 27 هيدروكسيلاز (بالإنجليزية: sterol 27-hydroxylase)‏ سيتوكروم 27A1 ومختصرها (CYP27A1) هو إنزيم يوجد في مختلف أنسجة الجسم في الميتوكندريون يساهم في تكوين حمض الصفراء، مشفر بالمورثة CYP27A1.